# Groß Döbern
Groß Döbern (polnisch Dobrzeń Wielki) ist ein Dorf in Oberschlesien im Powiat Opolski der Woiwodschaft Oppeln in Polen mit etwa 4500 Einwohnern. Sie ist Sitz der gleichnamigen Landgemeinde mit etwa 9700 Einwohnern, die seit 2009 offiziell zweisprachig ist (Polnisch und Deutsch).

## Geographie

### Geographische Lage
Das Angerdorf Groß Döbern ist zentral in der Woiwodschaft Oppeln und im Westen der historischen Region Oberschlesien etwa 65 km südöstlich von Breslau und rund 10 km nordwestlich von Oppeln gelegen. Groß Döbern selbst liegt am rechten Oderufer; die Gemeinde hat im Süden Anteil am Urstromtal der Oder, im Norden liegt sie auf der Oppelner Ebene, die beide Teil des Schlesischen Tieflands sind. Deshalb belaufen sich die Höhenunterschiede in der Gemeinde nur auf 26 m.

### Nachbarorte
Nachbarorte von Groß Döbern sind im Nordwesten Chrosczütz (poln. Chróścice), im Osten Finkenstein (poln. Brzezie) und im Südosten Klein Döbern (Dobrzeń Mały).

## Geschichte

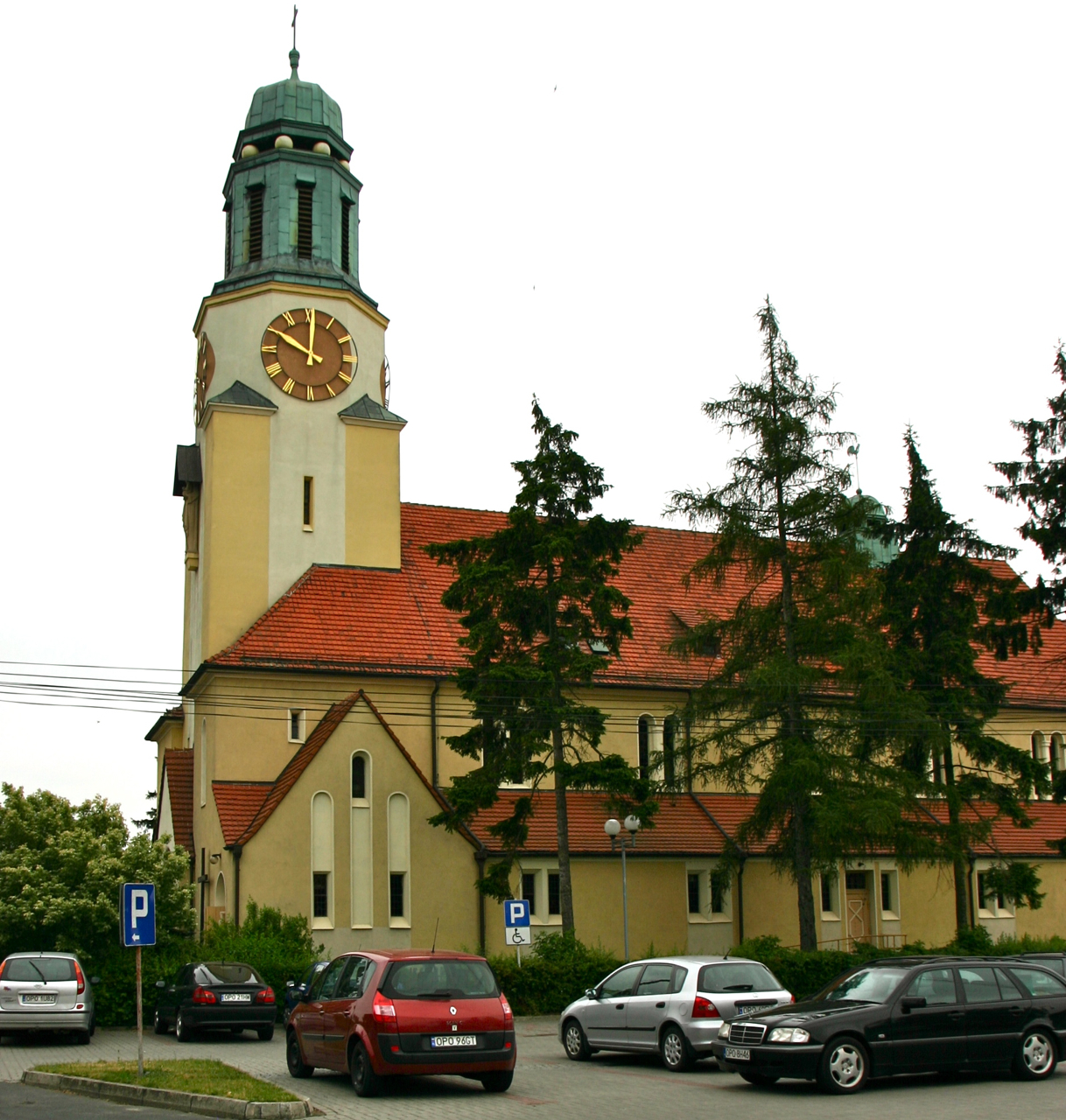
Pfarrkirche St. Katharina

### Vorgeschichte
Das heutige Gemeindegebiet ist ein sehr alter Siedlungsraum, was Gebrauchsgegenstände und römische Münzen aus vorgeschichtlichen Zeiten belegen. Die Münzfunde weisen darüber hinaus auf eine Handelstätigkeit der frühen Bewohner hin, auch wenn der Handelsweg von Oppeln und das Wachstum der Ortschaften von den häufigen Hochwassern und den Feuchtgebieten der Oder eingeschränkt wurden. Funde von Urnenfeldern, Keramik und Eisengegenständen der Silingen vom 1. bis zum 4. Jahrhundert in den Ortschaften Czarnowanz, Groß Döbern und Chrosczütz deuten darauf hin, dass sich die Orte erst damals verstärkt entwickelten. Wahrscheinlich ist der Name Döbern/Doberna silingischen Ursprungs, die Ortsnamen von Czarnowanz und Chrosczütz gehen auf die Slawen zurück, die nach 406 Schlesien besiedelten.

### Mittelalter

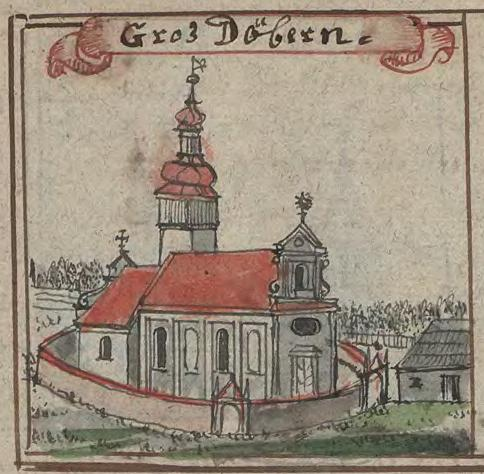
Kirche in Groß Döbern auf einer Ansicht aus dem 18. Jahrhundert

Die erste urkundliche Erwähnung von Dobren und Charnovanz fällt in das Jahr 1228, im Zusammenhang mit der Verlegung des Norbertinerinnenklosters von Rybnik nach Czarnowanz durch den Oppelner Herzog Kasimir I. Während Kasimir die Orte Klein Döbern und Czarnowanz dem Kloster übergab, blieb Groß Döbern herzoglicher Besitz. Nur kirchlich war es dem Kloster Czarnowanz unterstellt und musste ihm als Gegenleistung für die seelsorgerische Tätigkeit Abgaben entrichten.
Möglicherweise wurde Groß Döbern im Zuge der Ostkolonisation neben dem Dorf Döbern (1328: Dobren Parvum = Klein Döbern) neu gegründet. Vor allem der Zusatz Groß, der oft für Neu steht, deutet darauf hin.
Boleslaw von Oppeln legte 1279 die Abgaben des Dorfes an das Kloster Czarnowanz neu fest und in diesem Zusammenhang ist mit einem gewissen Heinrich auch erstmals ein Schultheiß von Groß Döbern nachgewiesen. Später wurde eine eigene Groß Döberner Pfarrei errichtet, die, wenn auch die Gründung wahrscheinlich vom Oppelner Herzog selbst genehmigt worden war, auf den Widerstand des Czarnowanzer Abtes stieß. Herzog Boleslaw II. kam schließlich den Beschwerden des Klosters nach und stellte am 1. September 1325 ein Dokument aus, wonach Groß Döbern wieder Filiale der Klosterpfarrei wurde. Der für Groß Döbern zuständige Pfarrvikar des Klosters war aber erst seit 1787 in Groß Döbern ansässig.
Die Geschichte Groß Döberns war stets mit dem Los des Herzogtums Oppeln verbunden und so löste es sich mit diesem 1327 von Polen und kam unter die Herrschaft Böhmens, fiel 1526 an Habsburg und wurde nach dem Ersten Schlesischen Krieg 1742 preußisch.

### Neuzeit bis heute

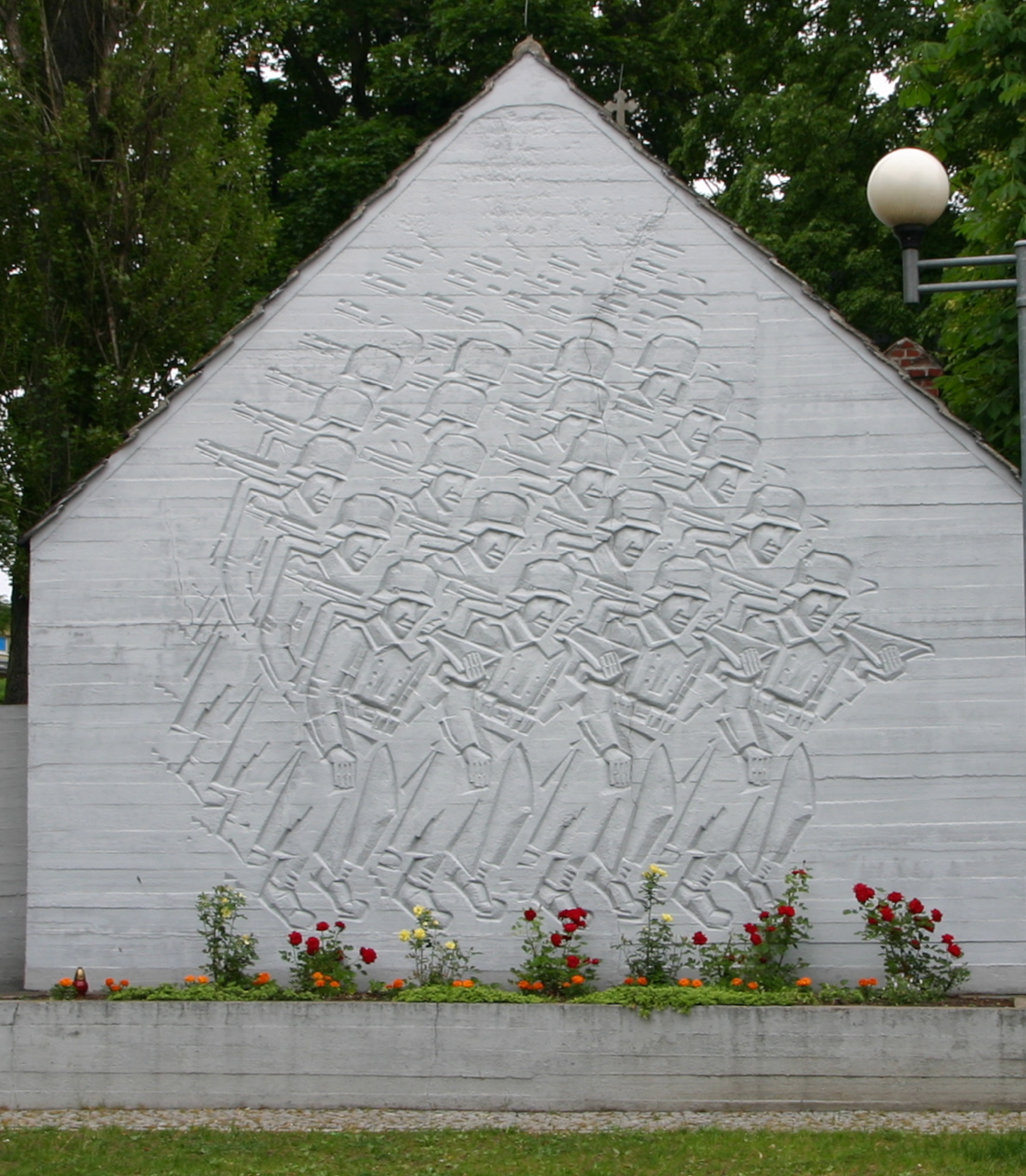
Denkmal für die gefallenen Soldaten des Dorfes im Ersten Weltkrieg

Die jahrhundertelange kirchliche Abhängigkeit vom Kloster Czarnowanz endete 1810 mit der Säkularisation desselben und Groß Döbern wurde selbstständige Pfarrei. 1816 wurde Groß Döbern dem neuen Landkreis Oppeln zugeordnet.
Bei der Volksabstimmung in Oberschlesien am 20. März 1921 wurden in Groß Döbern 1216 Stimmen (67,9 %) für den Verbleib bei Deutschland abgegeben, 576 Stimmen waren für den Anschluss an Polen. Das Dorf verblieb in der Weimarer Republik. Zum 1. April 1938 wurden Groß und Klein Döbern (1925: 818 Einwohner) als Döbern zu einer Gemeinde zusammengelegt.
Mit dem Ende des Zweiten Weltkriegs 1945 wurde der Ort als Dobrzeń Wielki polnisch und die Ortszusammenlegung rückgängig gemacht. Es wurde nur ein Teil der deutschen Bevölkerung vertrieben, weshalb im Ort bis heute ein großer Teil der Bevölkerung deutschstämmig ist. Das Schicksal dieser Menschen im kommunistischen Polen der Nachkriegszeit wurde im zweiten Teil des dreiteiligen Dokumentarfilms „Als die Deutschen weg waren“ exemplarisch für Oberschlesien thematisiert. Da laut der letzten Volkszählung in Polen mehr als 20 % der Bevölkerung der Deutschen Minderheit angehören (siehe Abschnitt Neuzeit bis heute), konnte die Gemeinde zum 22. April 2009 Deutsch als Hilfssprache und zum 1. Dezember 2009 zusätzlich amtliche deutsche Ortsnamen einführen. Im Juli 2010 wurden in der Gemeinde die zweisprachigen Ortstafeln aufgestellt, wie seit 2005 auch in etlichen anderen polnischen Gemeinden.

### Einwohnerentwicklung
Die Einwohnerzahlen des Kernortes Groß Döbern nach dem jeweiligen Gebietsstand (1939 nach der Zusammenlegung von Groß und Klein Döbern):
| Jahr | Einwohner |
| ---- | --------- |
| 1845 | 1.396     |
| 1855 | 1.561     |
| 1861 | 1.652     |
| 1910 | 2.478     |
| 1925 | 2.727     |

| Jahr | Einwohner |
| ---- | --------- |
| 1933 | 3.017     |
| 1939 | 4.218     |
| 1955 | 2.973     |
| 1978 | 3.300     |

## Sehenswürdigkeiten

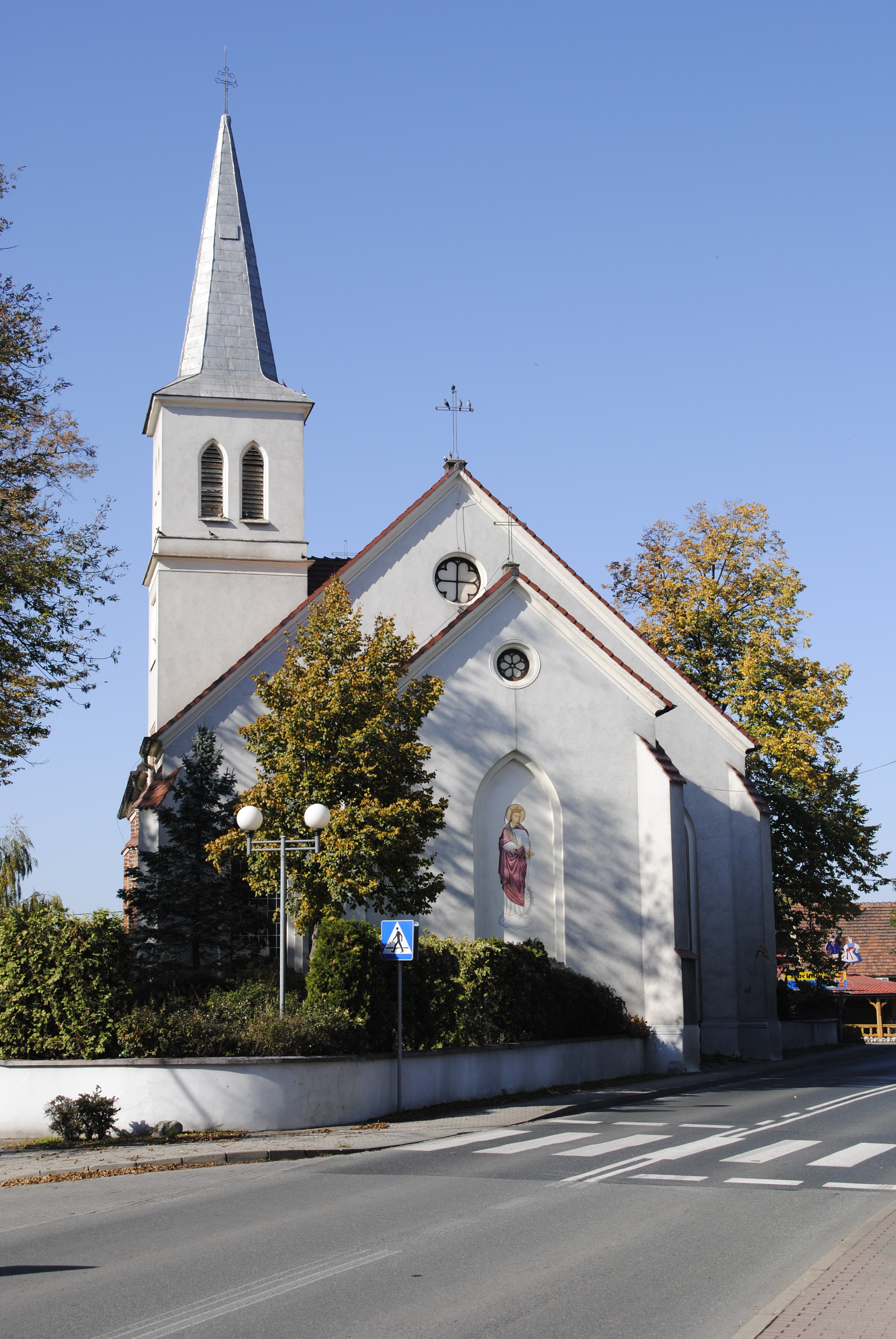
Alte Pfarrkirche

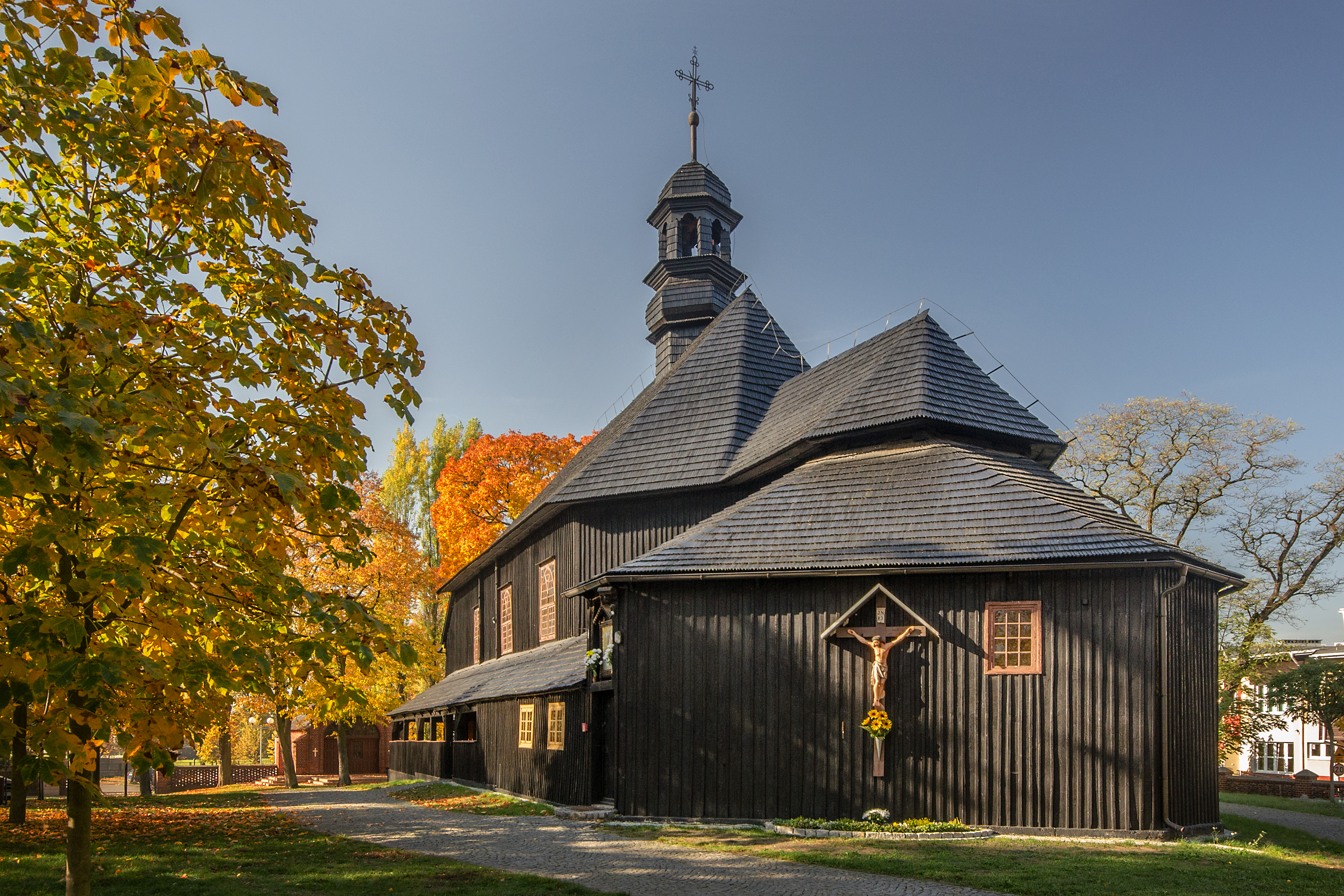
Schrotholzkirche St. Rochus

### Alte Pfarrkirche St. Kathrina
Die Alte Pfarrkirche wurde am 16. Oktober 1842 geweiht und ist wohl die dritte Kirche an dieser Stelle. Teile des Chors und der untere Bereich des Kirchturms stammen noch aus dem Mittelalter. Nach der Erbauung der neuen Pfarrkirche sollte diese ungenutzte Kirche abgerissen werden, auf Drängen des Oppelner Konservators wurde das Bauwerk jedoch erhalten. Heute beherbergt es eine Caritas-Sozialstation.

### Pfarrkirche St. Katharina
Die neue Pfarrkirche St. Katharina wurde 1933/34 nach Entwürfen des Architekten Theodor Ehl aus Beuthen O.S. mit starken romanisierenden und barocken Anklängen erbaut (Vgl. Heimatschutzarchitektur). Der Kirchbau ist eine dreischiffige Basilika von 45 m Länge und 21 m Breite. Der Frontturm ist 40 m hoch. Die Gesamtkosten beliefen sich auf 95.000 Goldmark. Der Breslauer Bischof Adolf Bertram weihte die neue Pfarrkirche am 4. Oktober 1934.

### Schrotholzkirche St. Rochus
Die Schrotholzkirche St. Rochus mit ihrem barocken Dachreiter wurde wahrscheinlich im Jahre 1658 errichtet und in der Folgezeit mehrfach umgebaut und restauriert. Im Innern, das von Wandmalereien aus dem 19. Jahrhundert geschmückt wird, konnte sich noch die originale Ausstattung, bestehend aus der Kanzel und dem Hauptaltar (um 1700) aus dem Barock, manieristischen Seitenaltäre des 17. Jahrhunderts sowie dem Régence-Rokoko-Orgelgehäuse, erhalten. Die Kirche steht inmitten des Ortsfriedhofs, an dessen Außenmauer 1930 ein eigenwilliges Denkmal für die Gefallenen des Ersten Weltkrieges eingeweiht wurde, das die Giebelwand der Friedhofskapelle einbezieht und sich durch die Sgraffitos trauernder oberschlesischer Frauen und ins Nichts marschierender Soldaten von Max Habersetzer auszeichnet.

### Weitere Sehenswürdigkeiten
- Denkmal für die Gefallenen beider Weltkriege
- Steinerne Wegekapelle
- Hölzernes Wegekreuz

## Wirtschaft und Infrastruktur

### Verkehr
Die Woiwodschaftsstraße 454 führt von Namysłów nach Groß Döbern, wo sie als ul. Namysłowska, bzw. ul. Opolska die Hauptstraße darstellt und dann entlang der Oder das östlich gelegene Oppeln erreicht. Im Ort zweigt die ul. Wrocławska nach Westen ab, die ebenfalls entlang der Oder als Woiwodschaftsstraße 457 nach Brzeg (Brieg) führt.

### Unternehmen
Ursprünglich war in der Gemeinde neben der Landwirtschaft die Oderschifffahrt der wichtigste Wirtschaftszweig. Nach dem Zweiten Weltkrieg profitierte Groß Döbern weiterhin von der Nähe zu Oppeln und es wurden viele Industriebetriebe errichtet. Auch wenn die Beschäftigtenzahl in den letzten Jahren auf 1.435 (2005) zurückging, ist das Steinkohlekraftwerk BOT Elektrownia Opole SA der bedeutendste Arbeitgeber der Gemeinde, gefolgt von der Gipsplattenfabrik Norgips.

### Bildung
In Groß Döbern ist ein Schulkomplex angesiedelt, bestehend aus Mittelschule (gimnazjum), Berufsschule und Gymnasium (liceum). Weiterhin befinden sich im Ort ein Kindergarten und eine Grundschule sowie die Gemeindebücherei und das Dorfgemeinschaftshaus Gminny Ośrodek Kultury.

## Persönlichkeiten

### Söhne und Töchter des Ortes
- Christian Heinrich von Knoch (1649–1716), königlich polnischer und kursächsischer Generalmajor und Kommandant der Festung Sonnenstein
- Johann Alois Fietzek (1790–1862), katholischer Pfarrer
- Lorenz Schwietz (1850–1925), Königlich Preußischer Scharfrichter
- Rudi Ogrissek (1926–1999), Kartograf, Geodät und Historiker
- Gerd Dudek (1938–2022), Musiker und Jazzer
- Anton Viktor Wyrobisch (* 1948), Theologe und Lehrer

### Persönlichkeiten, die vor Ort gewirkt haben
- Hans Bimler (1860–1929), Zeichenlehrer und Künstler, zeitweise Lehrer an der Volksschule in Groß Döbern
- Jacek Podsiadło (* 1964), Dichter und Publizist, lebt in Groß Döbern

## Gemeinde
Die Landgemeinde (gmina wiejska) Groß Döbern gliedert sich in vier Dörfer mit Schulzenämtern. Mit der Eingemeindung von fünf Dörfern in die Stadt Opole verlor die Gemeinde am 1. Januar 2017 die größten Wirtschaftsbetriebe und ihre Einwohnerzahl sank unter 10000 – zuvor 9523 Einwohner (Stand 31. Dezember 2020).

## Filme
- Als die Deutschen weg waren (Teil 2), Regie: Hans-Dieter Rutsch, Deutschland, 2005, 45 Min.
- Wo in Polen Deutsche sind – Deutsche und polnische Jugendliche im Oppelner Land, Regie: Hans-Dieter Rutsch, 2004, 30 Min.